# Humanity+
Humanity Plus (även kallad Humanity +, Inc. tidigare World Transhumanist Association) är en internationell organisation som förespråkar den etiska användningen av ny teknik för att stärka den mänskliga kapaciteten. Organisationen grundades av Nick Bostrom och David Pearce år 1998, då med namnet World Transhumanist Association.
Målen för Humanity+:
- Att stödja diskussion och allmänhetens medvetenhet om ny teknik.
- Att försvara individens rätt i fria och demokratiska samhällen att anta teknik som expanderar den mänsklig kapaciteten.
- Att förutse och föreslå lösningar för de potentiella konsekvenserna av ny teknologi.
- Att aktivt uppmuntra och stödja utvecklingen av ny teknologi som bedöms sannolikt ha tillräckligt stor positiv påverkan.